# Haploscopa lygrodoxa
Haploscopa lygrodoxa är en fjärilsart som beskrevs av Edward Meyrick 1939. Haploscopa lygrodoxa ingår i släktet Haploscopa och familjen praktmalar, Oecophoridae. Inga underarter finns listade i Catalogue of Life.